# Волова (Верховинський район)
Воло́ва — село в Україні, у Верховинській селищній громаді Верховинського району Івано-Франківської області.

## Географія
На північному заході від села бере початок річка Суха Росич, ліва притока Пихи.
У селі потік Воловий впадає у річку Ільцю.
На південно-східній околиці потік Кам'янистий впадає у річку Ільцю.
На безіменному потоці (права притока р. Ільця) розташований водоспад Хитар (3 м).

## Історія
12 червня 2020 року, відповідно до Розпорядження Кабінету Міністрів України  № 714-р «Про визначення адміністративних центрів та затвердження територій територіальних громад Івано-Франківської області», увійшло до складу Верховинської селищної громади.
19 липня 2020 року, в результаті адміністративно-територіальної реформи та ліквідації Верховинського району, село увійшло до складу новоутвореного Верховинського району.

## Населення
Згідно з переписом УРСР 1989 року чисельність наявного населення села становила 229 осіб, з яких 104 чоловіки та 125 жінок.
За переписом населення України 2001 року в селі мешкало 227 осіб. 100 % населення вказало своєю рідною мовою українську.